# Aminta III di Macedonia
Aminta III (... – 370 a.C.) fu re di Macedonia.

## Biografia
Salì al potere dopo dieci anni di confusione in seguito alla morte di Archelao I, patrono dell'arte e della letteratura. Ma ebbe molti nemici anche a palazzo; nel 383 a.C. fu sconfitto dagli Illiri ma l'anno seguente, con i Tessali riuscì a ripristinare il proprio regno.
Egli concluse un trattato con gli Spartani, che lo aiutarono a ridurre il potere di Olinto (379 a.C.). Egli entrò anche in una lega con Giasone di Fere, e  strinse con Atene una colta e duratura amicizia. Da sua moglie, Euridice, ebbe tre figli maschi: Alessandro, Perdicca e Filippo (padre di Alessandro Magno), che furono tutti a loro volta re di Macedonia, e una figlia, Eurinoe.

## Curiosità
Nicomaco (padre di Aristotele) fu medico alla sua corte.